# Matthew Selt
Matthew Selt (n. 7 martie 1985, Greater London, Anglia, Regatul Unit) este un jucător englez de snooker. 
A câștigat Openul Indian din 2019. Nu a realizat niciodată breakul maxim în carieră. 
Momentan ocupă poziția a 34-a în lume conform clasamentului actualizat din aprilie 2019.   
Se antrenează la Nuneaton.